# Кислов, Андрей Александрович (яхтсмен)
Андрей Александрович Кислов (26 ноября 1936, Москва, СССР — 13 августа 2024, Москва, Россия) — советский яхтсмен, организатор парусного спорта в СССР и Российской Федерации, кандидат педагогических наук, доцент, мастер спорта СССР.

## Биография
Начал заниматься парусным спортом в возрасте 12 лет и активно участвовал в различных соревнованиях и первенствах до 1983 года. Окончил Московский институт химического машиностроения (МИХМ) (1961). Старший инженер, младший научный сотрудник  МИХМ (1960—1966). С 1966 года ответственный организатор Отдела спортивной и оборонно-массовой работы Центрального Комитета ВЛКСМ (1966—1972). Заместитель председателя и председатель Президиума Федерации парусного спорта СССР (1963—1989). Член президиума Олимпийского комитета СССР (1976—1990).
Призёр чемпионата СССР 1963 года в классе швертботов-троек «М».
Председатель руководящего комитета Международной ассоциации класса «Виндгляйдер» (1983—1986). Первый вице-президент Советской олимпийской академии (1987—1993).
Главный специалист, заместитель начальника, начальник управления церемоний открытия и закрытия Игр, эстафеты Олимпийского огня оргкомитета Летних Олимпийских игр 1980 (1975—1981).
Организатор  проведения чемпионата мира в классе "Виндгляйдер" Таллине в 1985 году.
Проректор Государственного института физической культуры (1981—1990).
Почётный член ВФПС с 2013 года.
Скончался 13 августа 2024 года в Москве.

## Международная деятельность
- С 1976 по 1990 год — Вице-президент и член Исполнительного комитета Международной федерации парусного спорта.
- Вице-президент Общества дружбы народов СССР и Уругвая (1986—1992).

## Награды
- Орден «Знак Почёта»
- Заслуженный тренер РСФСР
- Высший Орден Международной федерации парусного спорта  «Золотая медаль» (1984). На 2025 год это единственная награда такого ранга, вручённая представителю парусной федерации СССР и/или России[8].